# Łuskwiak wierzbowy

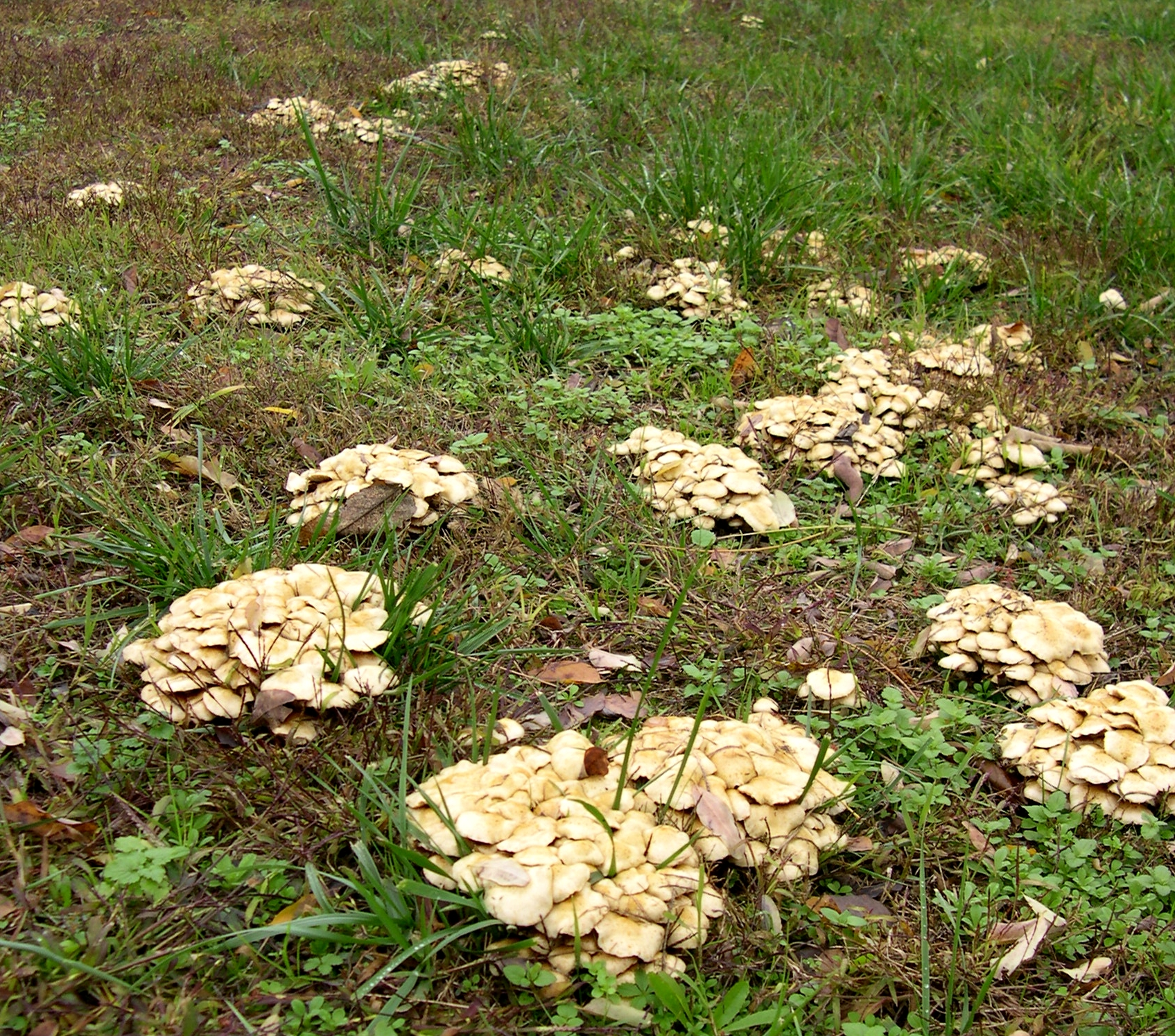

Łuskwiak wierzbowy (Pholiota conissans (Fr.) Kuyper & Tjall.-Beuk.) – gatunek grzybów należący do rodziny pierścieniakowatych (Strophariaceae).

## Systematyka i nazewnictwo
Pozycja w klasyfikacji według Index Fungorum: Pholiota, Strophariaceae, Agaricales, Agaricomycetidae, Agaricomycetes, Agaricomycotina, Basidiomycota, Fungi.
Po raz pierwszy takson ten zdiagnozował w 1838 r. Elias Fries nadając mu nazwę Agaricus astragalinus. Obecną, uznaną przez Index Fungorum nazwę nadali mu w 1986 r. Kuyper i Tjall.-Beuk.
Synonimów ma około 20. Niektóre z nich:
- Flammula graminis (Quél.) Singer 1940
- Pholiota conissans (Fr.) M.M. Moser 1953
- Pholiota conissans var. graminis (Quél.) Bon & P. Roux 2008
- Pholiota graminis (Quél.) Singer 1951
- Pholiota inaurata (W.G. Sm.) M.M. Mose 1953

Nazwę polską zaproponował Władysław Wojewoda w 2003 r. K. Zaleski w 1948 r. opisywał ten gatunek jako drobniak mazisty.

## Morfologia
Kapelusz
Średnica 1,5–4 cm, kształt początkowo wypukły, potem płaski, czasami z wklęsłością na środku. Jest niehigrofaniczny. Na środku o barwie od ochrowej do brązowej, na brzegu jaśniejszy – jasnoochrowy lub jasnobrązowy. W stanie wilgotnym lepki, ale bez prześwitujących blaszek, matowy, w stanie suchym błyszczący. Brzeg pokryty białawymi i włóknistymi resztkami osłony, które mogą występować również na powierzchni kapelusza.
Blaszki grzyba
W liczbie 25-60, z międzyblaszkami (l=1–4). Blaszki przyrośnięte lub nieco zbiegające ząbkiem, średnio gęste, w młodości kremowoszare, potem czerwonobrązowe. Ostrza bardzo drobno ząbkowane.
Trzon
Wysokość 1,5–8 cm, grubość 2–4 mm, kształt walcowaty, ku podstawie nieco poszerzający się lub zwężający, prosty lub wygięty, początkowo pełny, potem pusty. U młodych owocników białawy do jasnożółtego, u starszych czerwonobrązowy.

## Występowanie i siedlisko
Łuskwiak wierzbowy występuje w niektórych krajach Europy, na Nowej Zelandii i w Azji. W piśmiennictwie naukowym na terenie Polski do 2003 r. podano 6 stanowisk. Znajduje się na Czerwonej liście roślin i grzybów Polski. Ma status E – gatunek zagrożony wymarciem, którego przeżycie jest mało prawdopodobne, jeśli nadal będą działać czynniki zagrożenia. Nowsze stanowiska podaje internetowy atlas grzybów.
Saprotrof rozwijający się na szczątkach roślin jednoliściennych rosnących na terenach podmokłych, takich jak sit Juncus, sitowie Scirpus, pałka Thypha i trzcina Phragmites. Rzadziej można go również znaleźć na próchniejącym drewnie wierzby Salix i olchy Alnus.

## Gatunki podobne
Łuskwiaki należą do gatunków trudnych do identyfikacji. Bardzo podobny, i to zarówno makroskopowo, jak mikroskopowo jest łuskwiak słomkowy (Pholiota gummosa). Gatunki te najłatwiej odróżnić po siedlisku. Ł. słomkowy występuje na drewnie, zawłaszcza twardym. Mimo to gatunki te mogą być z sobą mylone i zapewne część stanowisk opisanych jako łuskwiak wierzbowy to w istocie łuskwiak słomkowy.